# José Gislon
José Gislon, OFMCap (Dona Emma, 23 de fevereiro de 1957) é um sacerdote católico brasileiro, Bispo Diocesano de Caxias do Sul, no Rio Grande do Sul.

## Formação
Filho de Vicente e Jurema Gislon, ingressou no Seminário Santa Maria, em Irati, no Paraná, em 1978. No ano de 1981 passou ao noviciado, no Convento Nossa Senhora das Mercês. Cursou filosofia e teologia no Instituto de Filosofia do IPAS. Fez o mestrado em História da Igreja na Pontifícia Universidade Gregoriana, em Roma.

## Presbiterato
Recebeu a ordenação presbiteral das mãos de Dom Getúlio Teixeira Guimarães, em Uraí, no dia 28 de maio de 1988. Foi eleito ministro provincial da Província São Lourenço de Brindes, em 2005, e Definidor Geral da Ordem em Roma, em 2006, cargo que exerceu até sua eleição episcopal.

## Episcopado
Em 6 de junho de 2012 foi nomeado pelo Papa Bento XVI como terceiro bispo da Diocese de Erexim, tendo sua ordenação episcopal ocorrido no dia 03 de agosto de 2012, na Igreja Nossa Senhora das Mercês, em Curitiba. Foi sagrante principal Dom Orlando Brandes, arcebispo de Londrina, e consagrantes Dom Girônimo Zanandréa, bispo emérito de Erexim, e Dom Mário Marquez, bispo de Joaçaba. Tomou posse da Cátedra de Erexim no dia 19 de agosto de 2012.
No dia 1 de junho de 2014, o Papa Francisco o nomeou como Administrador Apostólico da Diocese de Chapecó, até a posse de um novo bispo para aquela diocese.
No dia 26 de junho de 2019, o Papa Francisco o nomeou bispo diocesano de Caxias do Sul.

## Brasão e lema
No primeiro campo em azul, aparece a letra “M” (abreviação de Maria)
envolta com doze estrelas, douradas. O azul simboliza caridade e justiça e, além
disso, a grande devoção à Virgem Maria da Igreja, da Diocese e da Ordem
Franciscana, a defensora da Imaculada Conceição.
No segundo campo, em área vermelha para indicar a fortaleza e a decisão no
agir, aparece o emblema da Ordem Franciscana, com um braço de Cristo e outro de
São Francisco de Assis, em forma da cruz de Santo André, tendo as mãos
estigmatizadas indicando a Ordem à qual o Bispo pertence.
Na base interna, atravessando os dois campos, vê-se um livro aberto,
simbolizando a Palavra de Deus e a presença de Cristo através dos tempos nas letras
Alfa e Ômega (princípio e fim de tudo).
O escudo é encimado por uma cruz episcopal dourada com três pontas sobre
um mastro, coberta por um chapéu prelatício, do qual pendem cordões que se unem
em três ordens de 1, 2 e 3 flocos, num total de 12 para os bispos, simbolizando os 12
apóstolos. E tudo em cor verde, que indica esperança, fé e amizade.
Sob o escudo, uma faixa prateada, na qual aparece, em maiúsculo, a frase “IN CARITATE DELIGERE ET SERVIRE” (Amar e servir na caridade), o
lema fundamental da missão do Bispo.